# Glaphyropoma
Glaphyropoma (Глафіропома) — рід риб з підродини Copionodontinae родини Trichomycteridae ряду сомоподібні. Має 2 види. наукова назва походить від glaphyros, тобто «крій», «віділено», poma — «вкрито».

## Опис
Загальна довжина представників цього роду коливається від 5 до 5,8 см. Голова коротка, сильно сплощена зверху. Очі маленькі, очниці відсутні. Неподалік присутні одонтоди (шкіряні зубчики). За нижньою губою є безперервна канавка. Є 2 вусів, що сягають краю грудних плавців. Тулуб подовжений, стрункий. Спинний плавець розташовано посередині спини. Жировий плавець низький, помірно подовжений, розташовано поблизу спинного. Грудні плавці розвинені, широкі, з розгалуженими променями. Черевні плавці маленькі. Анальний плавець великий, широкий, помірно довгий. Хвостовий плавець закруглений, усічений.
Забарвлення піщано-жовте та блідо-рожеве.

## Спосіб життя
Біологія вивчена недостатньо. Є трогломорфічними рибами. Воліють до прісних водойм. Зустрічаються лише у підземних водах з помірною течією, у кварцитоподібних печерах, утворених внаслідок ерозії від дощу. Тримаються на глибині від 10 до 50 см. Живляться рослинними залишками.

## Розповсюдження
Є ендеміками Бразилії — мешкає у басейні річки Парагвачу.

## Види
- Glaphyropoma rodriguesi
- Glaphyropoma spinosum